# Джульєн Сімпсон
Джульєн Сімпсон (англ. Juliene Simpson, 20 січня 1953) — американська баскетболістка.
Срібна призерка Олімпійських Ігор 1976 року.
Переможниця Панамериканських ігор 1975 року.
Срібна призерка літньої універсіади 1973 року.